# Bencés kolostor (Pusztaszer)
Amióta mintegy nyolc évszázaddal ezelőtt a magyar honfoglalás regényes históriáját (Gesta Hungarorum) leírta Anonymus, azóta legendák övezik a szeri pusztát, ahol Árpád és vezértársai az első „országgyűlést” tartották.

## A kolostor rövid története
Nem véletlen, hogy a millennium (1896) alkalmával monumentális, szoborral ékesített Árpád-emlékművet emeltek a Tisza partjáig nyúló szeri pusztán, ahol a romos, kéttornyú kolostortemplomot a törökök várrá akarták alakítani (1550). A 19. század elején a még álló egyik tornyot azért rombolták le, nehogy zsiványok megfigyelőhelye lehessen. Évtizedekkel később a templom homlokfalának egy részér építkezésekhez hordták el. Ami megmaradt, azt 1950-ben, a honvédségi gyakorlótérnek használt területen pusztították el.
A Bor-Kalán nemzetség a 11. század végén, vagy a 12. század elején alapított bencés apátságot, amelyet Szermonostora néven emlegettek a [középkor]i oklevelek. A 12. század végén Kalán esztergomi érsek volt a kolostor kegyura. Ekkor élte az apátság fénykorát. II. András király 1000 kősótömbnyi részesedést juttatott a kolostornak (1233). A tatárjárás idején (1241) a mongol pusztítást nem kerülhette el, de újjáépült, védőfallal is övezték. Úgy tűnik azonban, hogy korábbi rangját nem tudta visszaszerezni. 
I. Károly király egyik oklevelét itt, a kolostorban keltezte (1318). Az alapító nemzetség tagjai megosztoztak később a monostor birtokain (1329, 1332). Úgy tűnik, a 14. század közepe előtt megszűnt a kolostor. Azóta pusztuló rom volt. A közeli Szer falu a török korban néptelenedett el. A 17. századtól a hely így kapta a Pusztaszer nevet. Mivel falu nem volt a közelben, így a romos templomot sem lehetett egyházi célra (plébániatemplomnak) használni.
A régészeti ásatás során sikerült kideríteni, hogy a 11. században már állt itt egy templom, amely talán a pogánylázadásoknak esett áldozatul. A kolostorépületeket azonban csak a 11/12. század fordulóján emelték.
A 34,5 m hosszú, 23,5 m széles templom háromhajós, félköríves szentélyű volt, két nyugati toronnyal. Szépen faragott szobrai a 12. század utolsó negyedében készülhettek.

## Feltárások
1970-ben végre megkezdődhettek az ásatások Trogmayer Ottó régész vezetésével. Hat éven át építőtáborosok dolgoztak nyaranta. Megtalálták három templom nyolc építési periódusát, föltártak csaknem ezer sírt. Tisztázták a kolostor kiterjedését. Meghatározták, hol volt a kerengő, az ebédlő, a konyha, a borospince. Majd fél évtizedes szünet után ismét folytatódott a munka Vályi Katalin régész irányításával. Sikerült kitisztítani a kolostor egykori kútját, ahonnan igen sok értékes régészeti lelet került elő. Még nagyobb szenzációnak számított egy harangöntőműhely megtalálása. Türelmes munkával összegyűjtötték a harang kiégett héjának sok ezer darabját, s a restaurátorok ezeket összeillesztgetve rekonstruálták az egykori öntőformát. A minta nyomán újjá is öntötték a harangot, amely most ott áll az egykori kolostor udvarában.

## Képgaléria

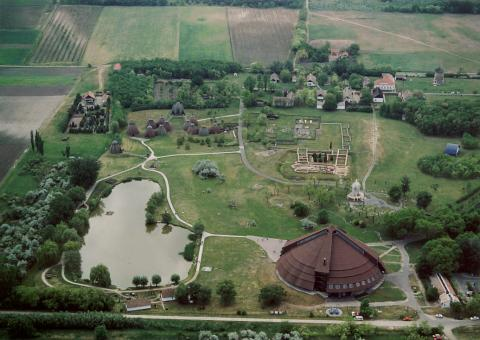
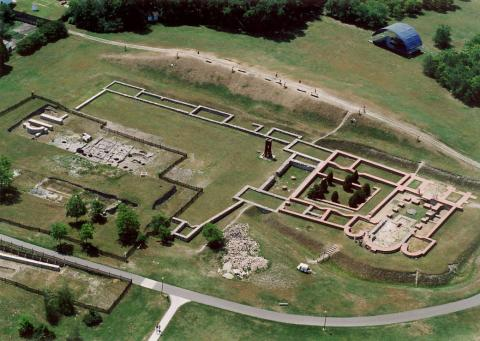
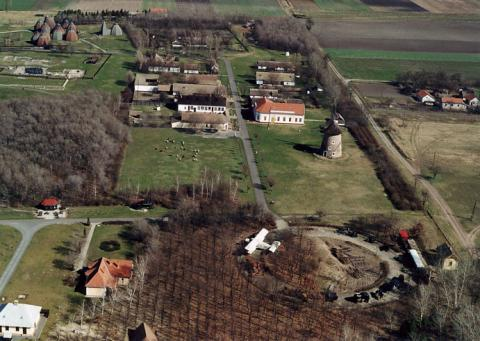